# Бегларян Арсен Абрамович
Арсен Абрамович Бегларян (вірм. Արսեն Աբրահամի Բեգլարյան, рос. Арсен Абрамович Бегларян; 18 лютого 1993, Краснодар, Російська Федерація) — вірменський і російський футболіст, воротар.

## Біографія

### Клубна кар'єра
Народився у російському місті Краснодар, де і займався футболом у місцевих футбольних клубах «Кубань» та «Краснодар».
Незважаючи на те, що він отримав багато пропозицій від російських клубів, Бегларян приєднався 1 січня 2012 року до вірменського клубу «Гандзасар», для того, щоб отримати більше ігрової практики. Він був другим кандидатом від «Гандзасара» в номінації вірменського футболіста року у 2012 році.
Контакт Арсена з «Гандзасаром» закінчився 30 червня 2014 року, після чого він недовго пограв за «Ширак», а потім по року виступав за клуби «Уліссес» та «Міка».
Влітку 2016 року став гравцем «Алашкерта».

### Кар'єра в збірній
Бегларян був запрошений в національну збірну  Вірменії на початку вересня 2012 року. Він дебютував за національну збірну 5 лютого 2013 року в товариському матчі проти Люксембурга у Франції. Його перший матч в офіційному турнірі відбувся 4 вересня 2016 проти Данії, в якому Бегларян відбив пенальті від Крістіана Еріксена, але його команда все ж програла 0:1.

## Досягнення
- Чемпіон Вірменії (3):

«Алашкерт»: 2016-17, 2017-18
«Урарту»: 2022-23
- Володар суперкубка Вірменії (1):

«Алашкерт»: 2016
- Володар Кубка Вірменії (1):

«Урарту»: 2022-23